# Calotropis procera
Calotropis procera is een soort uit de maagdenpalmfamilie (Apocynaceae). De soort is een succulente struik of kleine boom, die voorkomt in Noord-Afrika, tropisch Afrika, West-Azië, Zuid-Azië en Indochina.